# The .NET Show
.NET Show (в начале выходивший под названием MSDN Show) — вебкаст, публиковавшийся в сети Интернет как часть Microsoft Developer Network (MSDN). Первый эпизод под названием «MSDN Show» вышел в 1999 году, а при выходе одиннадцатого эпизода в феврале 2001 года название вебкаста было изменено на «.NET Show». Все эпизоды выкладывались в Интернет. Каждый выпуск был посвящён определённой технологии, так или иначе связанной с платформой .NET Framework. Выпуски строились в виде беседы с наиболее известными техническими специалистами Microsoft, как правило, причастными или отвечающими за разработку обсуждаемой технологии. Бессменными ведущими шоу на протяжении всех его выпусков были Роберт Хесс и Эрика Вичерс. Последний эпизод вышел в августе 2007 года.

## История
В рамках развития портала MSDN корпорация Microsoft в конце 1990-х провела исследования, которые показали, что 96 процентов членов сообщества MSDN обладают доступом к Интернету со скоростью, соответствующей T1 или выше. После чего было принято решение о развитии направления вебкастов, ставших одним из нововведений в 1999 году. Согласно воспоминаниям Хесса, в середине 1999 года к нему обратились с просьбой подумать о создании профессионального медиаиздания, ориентированного на разработчиков ПО, которое бы рассказывало им о новейших программных разработках Microsoft. В декабре того же года в Интернете состоялась трансляция первого выпуска шоу, получившего название The MSDN Show.
В феврале 2001 года 11-й эпизод вышел уже под новым названием The .NET Show. На официальном сайте Microsoft пояснялось, что новое название шоу должно было яснее отражать тему последующих выпусков передачи, которая будет посвящена проектированию и разработке приложений на базе платформы .NET Framework. В июне того же года шоу начал транслировать канадский телеканал YTV, ориентированный на аудиторию младшего школьного и подросткового возраста, тогда как в США на тот момент по телевидению данное шоу не транслировалось. Джозеф Галац, продукт-менеджер Microsoft Canada, объяснял такой вариант трансляции, во-первых, доступностью канала целевой аудитории, а, во-вторых, ограниченной пропускной способностью домашнего доступа к сети Интернет на тот момент. Эдуард Ратьярсон, руководитель отдела разработки в компании Ogilvy Interactive, отмечал, что данный шаг позволил значительно увеличить аудиторию передачи.
Шоу выходило на протяжении почти 8 лет (до августа 2007 года), благодаря чему оно стало (на тот момент) самым длительным в истории Microsoft.

## Структура выпуска
Типичный выпуск .NET Show состоял из пяти частей:
- MSDN News Update — новостная секция, содержащая информацию о новейших и текущих разработках Microsoft;
- Techno-Babble — дискуссия с архитекторами и системными разработчиками, ответственными за разработку технологии, которой посвящён выпуск;
- Diversionary Tactics — фрагменты забавных роликов, созданных для показа на различных мероприятиях и конференциях;
- Enter the Programmer — дискуссия с различными разработчиками на тему применения ими обсуждаемой технологии в разработке приложений;
- somebody@microsoft.com — необязательная секция, посвящённая интервью с кем-либо из работников Microsoft.

## Критика
Леймонт Адамс на примере 29-го выпуска шоу, посвящённого .NET Compact Framework, оценил его весьма невысоко. В частности, негативно отозвался о новостном блоке, «бессмысленном продолжительном показе фотографий со стройки кампуса Microsoft», но всё же положительно оценил наличие вводной информации по теме выпуска. По его мнению, зрители, ожидавшие каких-либо технических подробностей о новой технологии, будут разочарованы дискуссией с ответственными за разработку .NET Compact Framework, поскольку техническая сторона вопроса там была затронута лишь мельком. Но это отчасти компенсируется рассказами об особенностях переноса довольно массивной платформы .NET Framework на слабые мобильные устройства, а также общим обзором Compact Framework. Подобную подачу материала Адамс сравнивал с первыми главами любой технической книги, и отмечал, что это будет интересно лишь новичкам, тогда как знакомым с новой версией платформы будет скучно.
Демонстрация написания простейших приложений на основе Compact Framework также разочаровала критика, поскольку процесс создания приложений в Visual Studio был плохо приспособлен для потокового вещания через Интернет, а ссылки на скачивание исходных кодов для этих демонстраций предоставлено не было. Однако, как признавал сам же Адамс, недостаток исходников мог относиться к конкретному эпизоду, а не ко всему шоу в целом, поскольку для 27-го эпизода, посвящённого оптимизации кода, исходники были предоставлены. Кроме того, на основе оживлённых дискуссий на MSDN он отмечал зрительский интерес к передаче и наличие сформировавшейся аудитории. В целом, подводя итог, Адамс отмечал интересность шоу, хотя и содержащего большое количество рекламных или бесполезных материалов.

## Список эпизодов

### 1999 год
| № эпизода                | Тема эпизода                     | Дата выхода          | Приглашённые участники |
| ------------------------ | -------------------------------- | -------------------- | ---------------------- |
| 1                        | «Conversations on XML & BizTalk» | 15 декабря 1999 года | TBA                    |
| Первый выпуск программы. |                                  |                      |                        |

### 2000 год
| № эпизода | Тема эпизода                       | Дата выхода          | Приглашённые участники                                      |
| --- | ---------------------------------- | -------------------- | ----------------------------------------------------------- |
| 2 | «Active Directory in Windows 2000» | 15 февраля 2000 года | Брайан Валентайн, Дэвид Томпсон, Майк Мюллер, Скотт Скорупа |
| 3 | «COM+»                             | 14 апреля 2000 года  | Пол Флесснер, Джо Лонг, Фрэнк Редмонд, Билл Нейджел         |
| 4 | TBA                                | TBA                  | TBA                                                         |
| 5 | TBA                                | TBA                  | TBA                                                         |
| 6 | TBA                                | TBA                  | TBA                                                         |
| 7 | The .NET Framework                 | 23 октября 2000 года | Андерс Хейлсберг Брайан Херри                               |
| Эпизод посвящён анонсированной в этом году новой разработке корпорации Microsoft - платформе .NET Framework. Андерс Хейлсберг и Брайан Херри рассказывают о достоинствах новой платформы. |                                    |                      |                                                             |

### 2001 год
| № эпизода                                               | Тема эпизода | Дата выхода       | Приглашённые участники |
| ------------------------------------------------------- | ------------ | ----------------- | ---------------------- |
| 1                                                       | TBA          | декабрь 1999 года | TBA                    |
| Первый выпуск программы. Вышел под названием MSDN Show. |              |                   |                        |

### 2002 год
| № эпизода | Тема эпизода                        | Дата выхода          | Приглашённые участники          |
| --- | ----------------------------------- | -------------------- | ------------------------------- |
| 22 | «Debugging with Visual Studio .NET» | 28 февраля 2002 года | Шайкат Чаудури, Хабиб Хейдариан |
| Эпизод посвящён некоторым особенностям и возможностям среды разработки Visual Studio .NET в области отладки приложений. В частности, приглашённые участники демонстрируют процессы отладки клиентских приложений, серверных компонентов ASP.NET и некоторых процедур SQL Server. |                                     |                      |                                 |

### 2003 год
| № эпизода  | Тема эпизода                               | Дата выхода       | Приглашённые участники                          |
| ---------- | ------------------------------------------ | ----------------- | ----------------------------------------------- |
| 31         | «Security»Защита                           | TBA               | TBA                                             |
| Транскрипт |                                            |                   |                                                 |
| 32         | «IIS 6.0 and ASP.NET»IIS 6.0 и ASP.NET     | TBA               | TBA                                             |
| Транскрипт |                                            |                   |                                                 |
| 33         | «Architectural Summit»Архитектурный саммит | 16 июня 2003 года | Кейт Плис Крис Кинсман Майк Бёрнер Эд Джезирски |
| Транскрипт |                                            |                   |                                                 |

### 2004 год
| № эпизода | Тема эпизода         | Дата выхода          | Приглашённые участники                |
| --- | -------------------- | -------------------- | ------------------------------------- |
| 40 | «Longhorn Indigo»    | 27 февраля 2004 года | Джон Шевчук, Стив Шварц, Кевин Ерстад |
| Эпизод посвящён новой коммуникационной подсистеме Indigo, изначально представленной в составе новой версии Windows, на тот момент известной под кодовым названием Longhorn. Indigo позиционировалась как надстройка над .NET Framework, предназначенная для интеграции веб-служб в операционную систему, благодаря чему упрощалось создание приложений, ориентированных на работу со службами. |                      |                      |                                       |
| 41 | «Longhorn and WinFS» | 1 апреля 2004 года   | Квентин Кларк, Анил Нори, Майк Дим    |
| Эпизод посвящён новой файловой системе WinFS, которая должна была располагаться поверх NTFS, дополняя Windows разнообразными возможностями и новой программной моделью для извлечения данных. |                      |                      |                                       |

### 2005 год
| № эпизода                                               | Тема эпизода | Дата выхода       | Приглашённые участники |
| ------------------------------------------------------- | ------------ | ----------------- | ---------------------- |
| 1                                                       | TBA          | декабрь 1999 года | TBA                    |
| Первый выпуск программы. Вышел под названием MSDN Show. |              |                   |                        |

### 2006 год
| № эпизода                                               | Тема эпизода | Дата выхода       | Приглашённые участники |
| ------------------------------------------------------- | ------------ | ----------------- | ---------------------- |
| 1                                                       | TBA          | декабрь 1999 года | TBA                    |
| Первый выпуск программы. Вышел под названием MSDN Show. |              |                   |                        |

### 2007 год
| № эпизода | Тема эпизода  | Дата выхода          | Приглашённые участники                           |
| --- | ------------- | -------------------- | ------------------------------------------------ |
| 63 | «Silverlight» | 14 августа 2007 года | Скотт Гатри, Джейсон Зандер, Санджей Партасарати |
| Заключительный эпизод программы, посвящённый платформе Silverlight. В частности, обсуждались возможности Silverlight v1.0 и грядущие новшества v1.1, касающиеся улучшенной инфраструктуры программирования .NET. |               |                      |                                                  |